# Economia de Taiwan
O estado independente de Taiwan, na ilha de Taiwan, tem uma economia capitalista dinâmica com uma orientação governamental do investimento e do comércio externo que vai decrescendo gradualmente. De acordo com esta tendência, alguns grandes bancos e indústrias públicas estão a ser privatizados. O crescimento real do PIB foi em média de cerca de 8% durante as últimas três décadas. As exportações ainda cresceram mais depressa e forneceram o principal ímpeto para a industrialização. A inflação e o desemprego são baixos, o excedente comercial é substancial e as reservas de divisas são as terceiras maiores do mundo. A agricultura é responsável por 3% do PIB, tendo descido de 35% em 1952. As indústrias tradicionais de mão de obra intensiva têm vindo a ser transferidas para outros países e a ser substituídas por indústrias mais dependentes do capital e da tecnologia. Taiwan tornou-se um investidor importante na China continental, na Tailândia, na Indonésia, nas Filipinas, na Malásia e no Vietname. A contração dos mercados de emprego levou a um influxo de trabalhadores estrangeiros, tanto legais como ilegais. Devido a uma abordagem financeira conservadora e à força das suas empresas, Taiwan sofreu pouco com a crise financeira asiática de 1998-2000, em comparação com muitos dos seus vizinhos. O crescimento em 2000 deve subir um pouco relativamente a 1999, ajudado pela expansão no consumo interno, nas exportações e no investimento privado.
O mercado de prostituição (masculina ou feminina) é um fator muito influente na economia paralela.
Taiwan faz parte do tratado internacional chamado APEC (Asia-Pacific Economic Cooperation), um bloco econômico que tem por objetivo transformar o Pacífico numa área de livre comércio e que engloba economias asiáticas, americanas e da Oceania.
O país é o 13º no ranking de competitividade do Fórum Econômico Mundial.

## Comércio exterior
Em 2020, o país foi o 17º maior exportador do mundo (US $ 329,5 bilhões, 1,8% do total mundial). Já nas importações, em 2019, foi o 17º maior importador do mundo: US $ 287,4 bilhões.

## Setor primário

### Agricultura
Taiwan produziu, em 2019:
- 1,7 milhão de toneladas de arroz;
- 957 mil toneladas de legume;
- 575 mil toneladas de cana-de-açúcar;
- 431 mil toneladas de abacaxi;
- 342 mil toneladas de banana;
- 198 mil toneladas de batata doce;
- 178 mil toneladas de milho;
- 176 mil toneladas de melancia;
- 175 mil toneladas de tangerina;
- 167 mil toneladas de manga (incluindo mangostim e goiaba);
- 147 mil toneladas de laranja;
- 122 mil toneladas de mamão;
- 104 mil toneladas de tomate;
- 103 mil toneladas de cenoura;
- 103 mil toneladas de noz de areca;
- 101 mil toneladas de cebola;
- 88 mil toneladas de uva;
- 83 mil toneladas de grapefruit;
- 62 mil toneladas de batata;
- 52 mil toneladas de melão;
- 46 mil toneladas de limão;
- 39 mil toneladas de caqui (7º maior produtor do mundo);
- 18 mil toneladas de coco;
- 16 mil toneladas de pêssego;
- 14 mil toneladas de chá;

Além de outras produções de outros produtos agrícolas.

### Pecuária
Na pecuária, Taiwan produziu, em 2019, 819 mil toneladas de carne de porco, 431 milhões de litros de leite de vaca, 628 mil toneladas de carne de frango, 87 mil toneladas de carne de pato, entre outros.

## Setor secundário

### Indústria
Em 2019, Taiwan era o 32ª maior produtor de veículos do mundo (251 mil) e era o 12ª maior produtor de aço do mundo (22,1 milhões de toneladas).
Em termos industriais, há a referir a metalurgia, a química e a produção de vestuário.

### Energia
Nas energias não-renováveis, em 2020, o país não produzia petróleo. Em 2015, o país consumia 1 milhão de barris/dia (22º maior consumidor do mundo). O país foi o 15º maior importador de petróleo do mundo em 2015 (841 mil barris/dia). Em 2020, o país era o 75º maior produtor mundial de gás natural, com uma produção quase nula. Em 2019 era o 36º maior consumidor (23,3 bilhões de m3 ao ano) e em 2009 foi o 22º maior importador do mundo (11,7 bilhões de m3 ao ano). O país também não produz carvão - foi o 5º maior importador do mundo em 2018 (76 milhões de toneladas). Em 2019, Taiwan tinha 4 usinas atômicas em seu território, com uma potência instalada de 3,8 GW.
Nas energias renováveis, em 2020, Taiwan era o 38º maior produtor de energia eólica do mundo, com 0,8 GW de potência instalada, e era o 17º maior produtor de energia solar do mundo, com 5,8 GW de potência instalada.

## Setor Terciário

### Turismo
Em 2018, Taiwan foi o 35º país mais visitado do mundo, com 11,0 milhões de turistas internacionais. As receitas do turismo, neste ano, foram de US $ 13,7 bilhões.